# Unsere Heimat (Stendal)
Unsere Heimat war eine kulturpolitische Monatsschrift, herausgegeben vom Rat des Kreises Stendal, den Räten der Städte Arneburg, Stendal, Tangermünde und vom Deutschen Kulturbund, Kreisleitung Stendal.
Die Zeitschrift, die in den Jahren von 1959 bis 1962 in Stendal erschien, widmete sich politischen, kulturellen, heimatgeschichtlichen und Themen der Bodendenkmalpflege und des Naturschutzes. Die Redaktion hatte ihren Sitz in Stendal, Winckelmannstraße 36 I. Der Druck erfolgte zunächst bei der Volksdruckerei Stendal, Zweigbetrieb Salzwedel, später im Betrieb in Stendal. Die Klischeeherstellung übernahm die „Volksstimme“ in Magdeburg.
Zur Einstellung heißt es im letzten Heft: Es „sind im Zuge der Rekonstruktion des Zeitschriftenwesen viele andere periodische Publikationen zusammengelegt worden, um Einsparungen zu erzielen.“ Und weiter: „Die kulturpolitischen Aufgaben, die Unsere Heimat vier Jahre lang bestrebt war zu erfüllen, sollen künftig von den Tageszeitungen und von der Wochenzeitung Altmarkstimme in verstärktem Maße übernommen werden“.

## Autoren
Die wichtigsten Autoren waren: Gerhard Richter (Direktor des Altmärkischen Museums in Stendal), Joachim Kohlmann (Leiter des Museum im Rathaus Tangermünde), Johannes Kummer (Wissenschaftlicher Leiter des Tiergartens Stendal), Hans-Jürgen Gomolka (Prähistoriker) und Richard Pflaumbaum.